# 화순 대곡리 청동기 일괄
화순 대곡리 청동기 일괄(和順 大谷里 靑銅器一括)은 전라남도 화순군 도곡면 대곡리, 영산강 구릉에서 발견된 청동기시대의 무덤 유적에서 출토된 11점의 청동기 유물이다.

## 개요
전라남도 화순군 대곡리 영산강 구릉에서 발견된 청동기시대의 무덤 유적에서 출토된 유물이다.
출토된 청동기 유물 중 세형동검(청동검) 3점·청동팔령두 2점·청동쌍령구 2점·청동손칼(청동삭구) 1점·청동도끼(청동공부) 1점·잔무늬거울(청동세문경) 2점이 국보로 지정되었다.
세형동검은 양 끝에 날이 서 있으며, 그 중 1점은 칼날 부분이 손상되어 있다. 동검 중앙에 굵게 나온 등대의 모습이 칼마다 다른 것이 특징이며, 한국에서 출토되는 동검으로는 시대가 늦은 편이다.
청동팔령구는 8각형의 별모양으로 생겼으며, 각 모서리에 방울이 달려 있다. 그 안에 청동구슬을 넣어 흔들면 소리가 나는 것으로, 주술적·종교적인 의식용 도구로 보여진다. 방울 표면에는 고사리문양이 새겨져 있다.
청동쌍령구는 양끝에 방울이 있고 마찬가지로 그 안에 청동구슬이 있어 흔들면 소리가 나는 주술적·종교적인 의식용 도구로 짐작된다.
청동손칼은 공구류의 일종으로, 현재 조각칼의 용도로 보이는 것이다. 바닥은 평평하고 날의 끝이 일부 부러진 모습을 한다.
청동도끼는 한쪽면에 날을 세우고, 반대쪽에 자루를 끼울 수 있게 홈이 파인 형태의 도끼이다. 홈이 파인 쪽에는 어깨가 있으며, 폭에 비해 길이가 짧다.
잔무늬거울은 거울면에 광택있는 녹으로 되어 있지만 상태가 양호하며, 거울 뒷면에 기하학적인 문양과 거울을 매달 때 사용하는 두 개의 뉴가 달려 있다.
대곡리에서 출토된 청동유물들은 종류가 다양하고 제작기법이 뛰어나 우리나라의 청동기시대를 대표하는 일괄유물로서 당시 금속공예 기술이 높은 수준에 이르렀음을 잘 보여준다.

## 세부 목록
| 번호    | 사진 | 명칭                                                                | 소재지                                                       | 관리자 (단체)  | 지정일              | 참조 |
| 143-1호 |      | 화순 대곡리 청동기 일괄 - 검 (和順 大谷里 靑銅器 一括 - 劍)         | 광주 북구 하서로 110, 국립광주박물관 (매곡동,국립광주박물관) | 국립광주박물관 | 1972년 3월 2일 지정 |      |
| 143-2호 |      | 화순 대곡리 청동기 일괄 - 팔주령 (和順 大谷里 靑銅器 一括 - 八珠鈴) | 광주 북구 하서로 110, 국립광주박물관 (매곡동,국립광주박물관) | 국립광주박물관 | 1972년 3월 2일 지정 |      |
| 143-3호 |      | 화순 대곡리 청동기 일괄 - 쌍두령 (和順 大谷里 靑銅器 一括 - 雙頭鈴) | 광주 북구 하서로 110, 국립광주박물관 (매곡동,국립광주박물관) | 국립광주박물관 | 1972년 3월 2일 지정 |      |
| 143-4호 |      | 화순 대곡리 청동기 일괄 - 삭도 (和順 大谷里 靑銅器 一括 - 銅鉇)     | 광주 북구 하서로 110, 국립광주박물관 (매곡동,국립광주박물관) | 국립광주박물관 | 1972년 3월 2일 지정 |      |
| 143-5호 |      | 화순 대곡리 청동기 일괄 - 도끼 (和順 大谷里 靑銅器 一括 - 斧)       | 광주 북구 하서로 110, 국립광주박물관 (매곡동,국립광주박물관) | 국립광주박물관 | 1972년 3월 2일 지정 |      |
| 143-6호 |      | 화순 대곡리 청동기 일괄 - 정문경 (和順 大谷里 靑銅器 一括 - 精紋鏡) | 광주 북구 하서로 110, 국립광주박물관 (매곡동,국립광주박물관) | 국립광주박물관 | 1972년 3월 2일 지정 |      |

## 관련 문헌
- EBS 5분 사탐 한국사 1강 한반도의 독자적 청동문화, 세형동검

## 참고 자료
- 화순 대곡리 청동기 일괄 - 국가유산청 국가유산포털

 본 문서에는 서울특별시에서 지식공유 프로젝트를 통해 퍼블릭 도메인으로 공개한 저작물을 기초로 작성된 내용이 포함되어 있습니다.